# Magasin encyclopédique

Le Magasin encyclopédique, ou Journal des sciences, des lettres et des arts, est un périodique littéraire français paru à Paris de l’an III "1795" à avril 1816, en 122 vol. in-8°, et publié par de 1792 à 1793, en 52 numéros, et qui porte le même titre.
Rédigé par Aubin Louis Millin de Grandmaison, ce recueil se compose de six volumes chaque année, excepté la dernière, auxquels il faut joindre un premier volume publié par Millin, de 1792 à 1793.
Le Magasin encyclopédique, proprement dit, cessa sa parution en avril 1816, mais il reparut pendant les années 1817 et 1818, sous le titre d’Annales encyclopédiques, nouvelle série composée de 12 volumes.
Il est essentiel de joindre, à cette grande collection, sa Table générale des matières par ordre alphabétique des 122 vol. qui composent le Magasin encyclopédique, rédigée par J.-B. Sajou, 5 vol. in-8, Paris, 1819.